# Tetimpa
Tetimpa är en ort i Mexiko.   Den ligger i kommunen Nealtican och delstaten Puebla, i den sydöstra delen av landet, 80 km sydost om huvudstaden Mexico City. Tetimpa ligger 2 461 meter över havet och antalet invånare är 107.
Terrängen runt Tetimpa är kuperad åt sydväst, men åt nordost är den platt. Terrängen runt Tetimpa sluttar brant österut. Runt Tetimpa är det ganska glesbefolkat, med 50 invånare per kvadratkilometer. Närmaste större samhälle är Cholula, 18,1 km öster om Tetimpa. I omgivningarna runt Tetimpa växer huvudsakligen savannskog.